# Виктория Симеонова
Вижте пояснителната страница за други личности с името Виктория.
Виктория Симеонова е българска журналистка, известна като репортер в предаването „Господари на ефира“, излъчвано до 2018 година по Нова телевизия, а по-късно и в уеб платформата му gospodari.com. Носител на награди от литературни, музикални и журналистически конкурси.

## Биография
Виктория Симеонова е родена на 18 април 1996 година в град Добрич. Свири на пиано, пее и се занимава с театрално изкуство от 5-годишна. Завършва езиковата гимназия „Гео Милев“ в родния си град с английски и немски език. Журналистическата ѝ кариера започва като ученичка, като пише статии за различни местни издания в родния ѝ град.
Получава бакалавърската ѝ степен през 2019 г. по специалност Журналистика в Софийския университет. Получава и магистърска степен от 2020 г. по Продуцентство и креативна индустрия в същия университет. Учи дигитален маркетинг в Софтуерен университет.
Започва работа в „Господари на ефира“ през есента на 2016 година, като преди това е работила като репортер в „Евроком“, писала е статии и за различни печатни издания. Паралелно с това се развива и в сферата на рекламата и дигиталния маркетинг, в която работи като маркетингов мениджър и копирайтър. През 2019 се присъединява към UNICEF Bulgaria като част от екипа „Шампиони за децата“. През 2022 става кореспондент на румънския сайт за качествена публицистика PressOne.
От 2022 е главен редактор на gospodari.com, като продължава да прави и репортажи по актуални теми, журналистически разследвания, проверки на факти и твърдения и коментари. През 2023 основава компанията "Ви Ес Продакшън" ЕООД, чиятно дейност е фокусирана в сферата на медиите, дигиталния маркетинг и реклама. 
Носител е на награди от национални и международни конкурси по пиано, поп пеене, литература, изобразително изкуство, информационни технологии, печели и журналистически награди.

## Награди и номинации за журналистика
- Награда за разследваща журналистика „Радостина Константинова“ – студентска категория – май 2018[7][8]
- Специална награда в категория „Социални науки“ – „Студент на годината“ на СУ „Свети Климент Охридски“ – май 2019[9]
- Номинация за наградата на българска фондация „Биоразнообразие“ – октомври 2020[10]
- Финалист в конкурса за зелена журналистика „Див кестен“, категория „онлайн медии“ – 6 декември 2020[11]
- Отличие (второ място) в конкурса „Валя Крушкина - журналистика за хората“, категория „Журналист-надежда“ – 18 декември 2020[12]
- Награда „Даниела Сеизова“ на Форум Българска пациентска организация, категория „онлайн медии“ – 17 март 2021[13]
- Награда „Зелено перо“ на b2b media от конкурса „Най-зелените компании на България“ – 14 май 2021[14]
- Награда от конкурса за разследваща журналистика на фондация „Радостина Константинова“ – 24 май 2021[15]
- Награда от конкурса за зелена журналистика „Див кестен“, категория „оналайн медии“ – 8 август 2021[16]
- Награда от конкурса за журналистика срещу корупцията „Червена линия“, организиран от Антикорупционния фонд – 9 декември 2021[17]
- Номинация за наградите „Човек на годината“, организирани от Българския хелзинкски комитет – 10 декември 2021[18]
- Отличие (второ място) в конкурса „Валя Крушкина - журналистика за хората“, категория „Журналист-надежда“ – 16 декември 2021[12]
- Награда „Зелено перо“ на b2b media от конкурса „Най-зелените компании на България“ – 12 май 2022[19]
- Отличие (второ място) в конкурса за зелена журналистика "Див кестен", организиран от "Зелени Балкани"[20]
- Награда "Зелена медия - онлайн издание" на b2b media от конкурса „Най-зелените компании на България“ – 14 май 2023[21]
- Награда на журито от конкурса на фондация "Биоразнообразие" - септември 2023[22]
- Награда от конкурса "Агент на промяната" - декември 2023[23]
- Награда „Зелено перо“ на b2b media от конкурса „Най-зелените компании на България“ – 12 май 2024[24]
- Награда "Leaders of influence" в категория медии - 14 декември 2024[25]